# Лі Цзі Цзя
Лі Цзі Цзя (спрощ.: 李梓嘉; піньїнь: Lǐ Zǐjiā; певедзі: Lí Chú-ka, 29 березня 1998), якого часто називають ініціалами LZJ — малайзійський бадмінтоніст. Він є бронзовим призером Олімпійських ігор, чемпіоном Азії та переможцем відкритого чемпіонату Англії з бадмінтону. Він відомий своїм ударом, особливо ударом бекхенд, фізичною спритністю, швидкістю та рефлексами, та вважається одним із найкращих гравців у чоловічій одиночній категорії у 20-х роках ХХІ століття. Лі Цзі Цзя був чемпіоном у чоловічому одиночному розряді на Іграх Південно-Східної Азії 2019 року, та виграв свій перший титул переможця турніру Світового туру BWF на відкритому чемпіонаті Англії з бадмінтону 2021 року. Він також був чемпіоном Азії серед чоловіків в одиночному розряді, вигравши титул на чемпіонаті Азії 2022 року. Лі Цзі Цзя виграв бронзову медаль у чоловічому одиночному розряді на літніх Олімпійських іграх 2024 року, та став третім малайзійським бадмінтоністом в одиночному розряді, який виграв медаль на Олімпійських іграх після Рашида Сідека та Лі Чон Вея.

## Ранні роки життя
Лі Цзі Цзя народився в Алор-Сетарі в Кедаху в родині малайзійських китайців Лі Чі Хіня та Леу Сієт Пен, які працювали шкільними вчителями та раніше були баскетболістами. Батьки вперше познайомили Лі Цзі Цзя з бадмінтоном, коли йому виповнилося 6 років. Спочатку Лі навчався в початковій школі Кіт Хва в Алор-Сетарі. Після досягнення перших високих спортивних результатів його незабаром перевели до спортивної школи Букіт-Джаліл.

## Спортивна кар'єра

### 2015 рік
У 2015 році Лі Цзі Цзя став чемпіоном серед юніорів на турнірі «Perak and Selangor Badminton Open». Після цих успіхів на виступах та перемог на міжнародних змаганнях Лі прийняли до Асоціації бадмінтону Малайзії.

### 2016 рік
У листопаді 2016 року Лі виграв бронзову медаль на Чемпіонаті світу серед юніорів, програвши Чіко Аура Дві Вардойо у півфіналі. У тому ж місяці він пройшов до фіналу турніру «India International Challenge», але зазнав поразки від Лакш'я Сена.

### 2017 рік
У лютому 2017 року Лі дійшов до півфіналу «Thailand Masters», де програв Кантафону Вангчароену. У вересні 2017 року він виграв свій перший титул серед дорослих на «Polish International Series», вигравши в Сун Джу Вена у фіналі. У листопаді 2017 року Лі дійшла до півфіналу «Bitburger Open».

### 2018 рік
У жовтні 2018 року Лі дійшов до фіналу відкритого чемпіонату Китаю в Тайбеї, перемігши у півфіналі четвертого гравця світу в чоловічому одиночному розряді Чоу Тяньченя. У фіналі він переміг Ріті Такесіту, і виграв свій перший титул Світового туру BWF та другий міжнародний титул у загальному заліку. Таким чином, він став другим малайзійцем, крім Лі Чон Вея, який виграв титул BWF у вищому дивізіоні серед чоловіків в одиночному розряді з 2013 року. Пізніше Лі дійшов до фіналу «Korea Masters», але програв Сон Ван Хо.

### 2019 рік
Сезон 2019 Лі розпочав із участі в турнірі «Thailand Masters». Він програв у чвертьфіналі Брісу Левердезу з Франції в послідовних партіях. У наступних турнірах він також фінішував у чвертьфіналах у «Malaysia Masters», «Indonesia Masters» і «German Open». Пізніше він програв на ранній стадії відкритих чемпіонатів Швейцарії, Малайзії та Сінгапуру. У серпні Лі нарешті зміг пробитися до півфіналу на відкритому чемпіонаті Таїланду, де він програв Чоу Тяньченю з Тайваню. Тим не менш, це було покращенням його статусу лише чвертьфіналіста відкритого чемпіонату Нової Зеландії та Індонезії.
Лі пройшов кваліфікацію для участі в чемпіонаті світу в швейцарському Базелі, але програв першому номеру рейтингу в чоловічому одиночному розряді та майбутньому чемпіону світу Кенто Момота з Японії в чвертьфіналі. У листопаді він був змушений знятися з участі у другому раунді відкритого чемпіонату Китаю, та вирішив також відмовитися від наступного турніру в Гонконзі через харчове отруєння та гарячку. 12 листопада Лі досяг одинадцятого місця у світовому рейтингу BWF. У грудні він виграв золоту медаль у чоловічому одиночному розряді на Іграх Південно-Східної Азії, а також у складі національної чоловічої збірної виграв на іграх срібну медаль.

### 2020 рік: входження в топ-10 світового рейтингу
Лі відкрив сезон, взявши участь у турнірах у Південно-Східній Азії в Малайзії, Індонезії та «Thailand Masters», причому його найкращим результатом був півфінал у Малайзії, де він програв Кенто Момота в послідовних іграх. У лютому він грав у складі чоловічої збірної Малайзії, яка виграла срібну медаль на командному чемпіонаті Азії, і на турнірі він був капітаном збірної. Лі виграв 4 з 5 матчів командного чемпіонату Азії, програвши у фіналі Ентоні Сінісука Гінтінгу.
Пізніше в березні через спалах COVID-19 в Європі був скасований відкритий чемпіонат Німеччини. Наступним турніром для Лі став відкритий чемпіонат Англії, який також був його дебютом на турнірі, оскільки раніше його рейтинг був занадто низьким для кваліфікації на турнір. Лі виграв у Джонатана Крісті, який переміг у чотирьох попередніх матчах. Він продовжив цю виграшну серію в матчах проти Лу Гуанцзу та тодішнього олімпійського чемпіона Чень Луна. У півфіналі він програв Віктору Аксельсену. Матч між ними тривав 73 хвилини. Крім того, виступ Лі на відкритому чемпіонаті Аглії підняв його на десяте місце у світовому рейтингу станом на 17 березня 2020 року.

### 2021 рік: перемога на відкритому чемпіонаті Англії, олімпійський дебют
У березні Лі виграв свій перший турнір Світового туру BWF — відкритий чемпіонат Англії, перемігши чинного чемпіона турніру Віктора Аксельсена з рахунком 30–29, 20–22, 21–9. У липні на літніх Олімпійських іграх у Токіо Лі взяв участь у чоловічому одиночному розряді, та переміг Артема Почтарьова з рахунком 21–5 та 21–11. У наступному матчі проти Бріса Левердеза він переміг з рахунком 21–17 та 21–5. Лі вибув у 1/8 фіналу, де його переміг Чень Лун з рахунком 21–8, 19–21 та 5–21.
У листопаді Лі дійшов до фіналу турнір «Hylo Open», однак він був змушений завершити кар'єру через травми, які він отримав під час гри проти Ло Кін Ю з Сінгапуру з рахунком 21–19, 13–21, 12–17. Лі завершив рік на чемпіонаті світу 2021 року в Уельві, де він зійшов із чвертьфінального матчу проти бронзового призера Андерса Антонсена.

### 2022: дискваліфікація на початку року, чемпіон Азії
У січні 2022 року з'явилися припущення, що Лі має намір покинути Асоціацію бадмінтону Малайзії, мотивуючи це незадоволенням вимогами асоціації та бажанням отримати більше свободи як спортсмена. Зрештою він подав заяву про вихід з асоціації 19 січня 2022 року. У відповідь Лі було заборонено на два роки брати участь у будь-яких міжнародних турнірах, які вимагали схвалення асоціації, а також у будь-яких турнірах, санкціонованих Всесвітньою федерацією бадмінтону. Коли інші спортсмени та широка громадськість висловили невдоволення рішенням асоціації, Лі оскаржив заборону 24 січня 2022 року. Заборону було знято після зустрічі Лі та представників асоціації 25 січня 2022 року, умови зняття не було розкрито.
У травні 2022 року Лі виграв свій перший титул цього року, чемпіонат Азії з бадмінтону, перемігши індонезійця Джонатана Крісті з рахунком 21–17, 23–21 у двох сетах. Лі став шостим малазійцем в одиночному розряді серед чоловіків, який виграв титул чемпіона Азії. 22 травня 2022 року Лі виграв свій перший титул на цьогорічному Світовому турі BWF на Thailand Open 2022, перемігши китайця Лі Шифена з рахунком 17–21, 21–11, 23–21 за 70 хвилин.
У червні 2022 року Лі взяв участь у 3 змаганнях: «Indonesia Masters», «Indonesia Open» і «Malaysia Open», турнірі на батьківщині. На турнірі Indonesia Masters Лі, 5-й номер посіву, програв сіяному під четвертим номером Ентоні Сінісука Гінтінгу в чвертьфіналі в 3 партіях з рахунком 21–18, 15–21, 16–21. Через тиждень Лі програв Віктору Аксельсену, першій ракетці світу, у півфіналі відкритого чемпіонату Індонезії з рахунком 21–19, 11–21, 21–23 за 70 хвилин. Наприкінці червня Лі взяв участь у «Malaysia Open» як п'ятий номер посіву. Він несподівано програв індонезійцю Шесару Хірену Руставіто в 1/8 фіналу в 3 партіях з рахунком 19–21, 21–19, 16–21 за годину і 6 хвилин.
Посилаючись на травму, Лі вирішив пропустити Ігри Співдружності та зосередитися на майбутньому чемпіонаті світу, який відбувся в серпні. Як п'ятий номер посіву на чемпіонаті світу, він програв представникові Китаю Чжао Цзюньпену в третьому раунді в трьох партіях з рахунком 19–21, 21–11, 19–21. Матч тривав годину і 5 хвилин. Через тиждень Лі програв Шріканту Кідамбі, колишньому першому номеру світового рейтингу, у першому раунді відкритого чемпіонату Японії з рахунком 20–22, 21–23 за 38 хвилин.
У жовтні 2022 року Лі переміг колишнього чемпіона світу Ло Кінь Ю з Сінгапуру з рахунком 21–18, 21–15 за 40 хвилин, і вийшов у фінал турніру «Denmark Open», а потім програв Ші Юці з Китаю з рахунком 18–21, 21–16, 12–21 за 64 хвилини. За кілька днів Лі, як третій номер посіву на відкритому чемпіонаті Франції, несподівано програв у першому раунді з рахунком 18–21, 19–21 тому ж супернику, Шесару Хірену Руставіто з Індонезії, який переміг його на «Malaysia Open» раніше в червні того ж року.
Відкритий чемпіонат Австралії був останньою надією Лі на остаточне місце у фіналі Світового туру. Однак справи пішли не так, як очікувалось, і він отримав легку травму руки під час третьої гри. Він програв Лу Гуанцзу з Китаю за 70 хвилин із рахунком 22–20, 15–21, 16–21, таким чином поклавши край надії потрапити у фінал Світового туру, оскільки Лу претендував на місце у фіналі.
У листопаді 2022 року Лі вирішив розлучитися зі своїм тренером Індрою Віджаєю, посилаючись на те, що він прагне спробувати «щось нове», відмовившись від тренера.

### 2023 рік: падіння в рейтингу, друга бронза на Кубку Судірмана, шлях до відродження

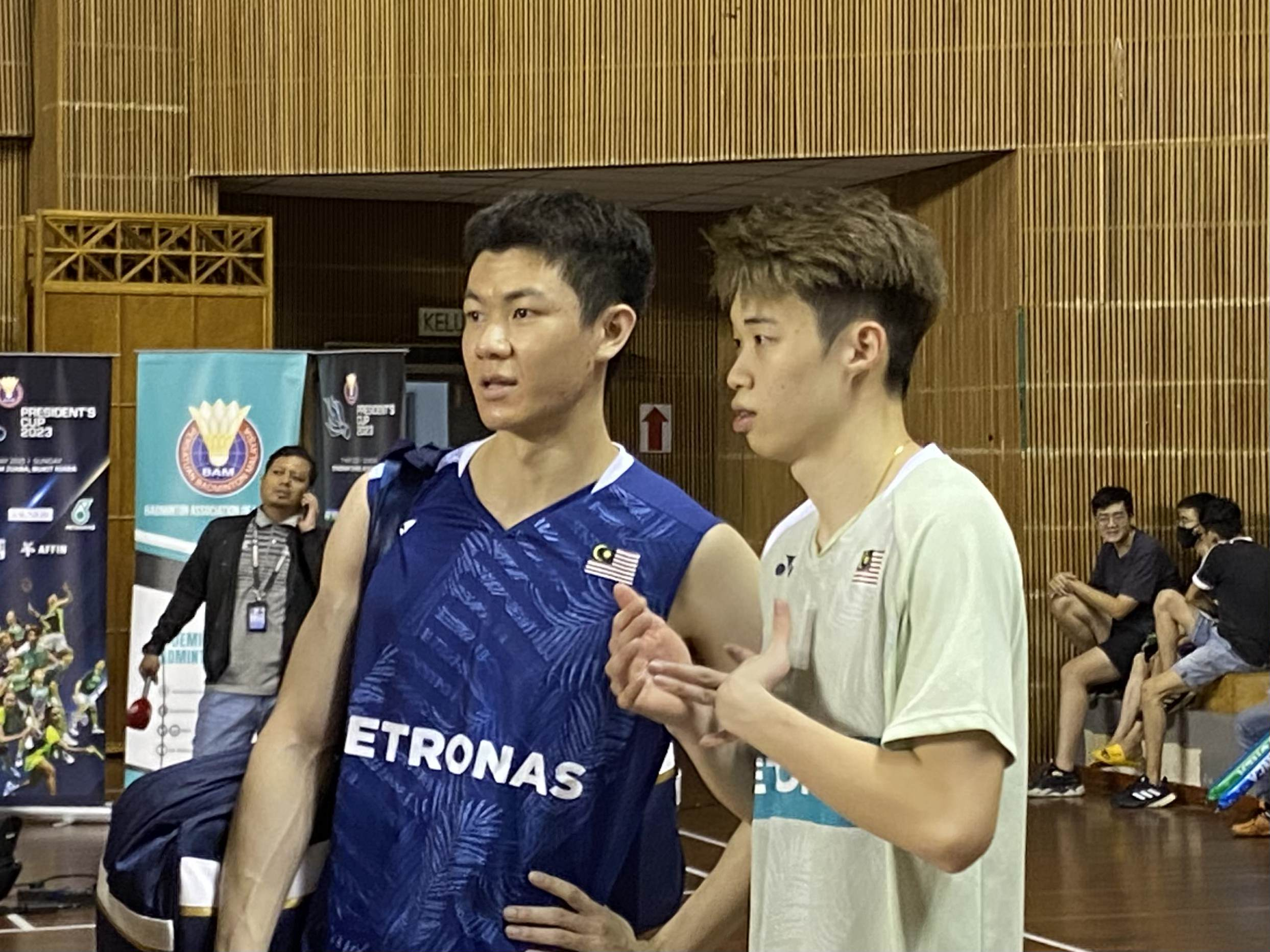
Лі Цзі Цзя та Нг Цзе Йонг на Президентському Кубку 2023

Лі відкрив сезон 2023 року на батьківщині, на відкритому чемпіонаті Малайзії, але зазнав поразки в першому раунді від швидкопрогресуючого японця Кодая Нараоки. Наступного тижня він дійшов до другого раунду відкритого чемпіонату Індії, але зазнав поразки від китайця Лі Шифена. Він брав участь у турнірі «Indonesia Masters», але програв у другому раунді гравцю з Гонконгу Нг Ка Лонгу.
Лі був викликаний капітаном збірної Малайзії на чемпіонат Азії з бадмінтону серед змішаних команд у 2023 році. У круговій системі він виграв у Бхарата Латіша з Об'єднаних Арабських Еміратів, і програв Пранною Хасілу Сунні з Індії. У плей-оф Лі переміг Лея Ланьсі з Китаю.
9 березня, до 55-річчя спортивної компанії «Victor», Лі Цзі Цзя був представлений на цифровому білборді на Таймс-Сквер у Нью-Йорку в рамках бренду бадмінтону. Окрім Лі, також були представлені інші бадмінтоністи, зокрема Дай Цзиїн, Андерс Антонсен, Апріяні Рахаю, Сіті Фадія Сілва Рамадханті, Хендра Сетьяван і Мохаммад Ахсан. Таким чином Лі став першим малайзійським бадмінтоністом, який був представлений на рекламному щиті на Таймс-Сквер.
Лі брав участь у Відкритому чемпіонаті Німеччини, але програв у другому раунді гравцю з Тайваню Лі Чіахао. 26 квітня Лі брав участь у чемпіонаті Азії 2023 року. Він програв Нг Ка Лонгу в першому раунді з рахунком 19–21, 16–21 у сетах за 39 хвилин, і не зміг захистити свій титул на чемпіонаті Азії.
У травні Лі представляв Малайзію на Кубку Судірмана 2023 року. Він провів серію з 5 перемог проти Рікі Танга, Шріканта Кідамбі, Чжоу Дяньчженя, Віктора Аксельсена, який вибув у чвертьфіналі, та Чон Хьок Чіна. У півфіналі Лі переміг південнокорейця в чоловічому одиночному розряді, але збірна Малайзії поступилася Південній Кореї з рахунком 1–3 і завершила турнір з бронзовою медаллю. 23 травня Лі оголосив у соціальних мережах, що залучив Вонг Тат Менга, який раніше переважно був чловічим бадмінтонним тренером в Гонконзі, своїм новим тренером.
На домашньому турнірі «2023 Malaysia Masters» Лі переміг Лу Гуанцзу з Китаю в послідовних іграх у першому раунді, але зазнав поразки від Лінь Чуньї з Тайваню в другому раунді. У червні Лі брав участь у відкритому чемпіонаті Сінгапуру 2023 року. Він програв у першому раунді китайцю Вену Хун'яну з рахунком 20–22, 21–16, 19–21 за 64 хвилини. Лі також брав участь у відкритому чемпіонаті Індонезії 2023 року. Він знову програв у першому раунді індійському спортсмену Лакш'я Сену з рахунком 17–21, 13–21 у послідовних партіях лише за 33 хвилини.
Після низки ранніх вильотів у 2023 році та вибуття з топ-10 він заявив в інтерв'ю, що розглядає можливість взяти перерву в турнірах з бадмінтону.
У жовтні Лі приєднався до збірної Малайзії на Азійських іграх 2022 року. Він програв Чон Хьок Чіну на командному змаганні серед чоловіків, в якому Малайзія програла 1–3 проти Південної Кореї. Лі показав кращі результати в індивідуальних змаганнях, де він перервав серію з чотирьох поразок, вигравши проти Нг Ка Лонга та чемпіона світу Кунлавута Вітідсарна у другому раунді. Лі завершив виступи в чвертьфіналі, програвши в матчі проти бронзового призера Пранноя Хасіла Сунні.
Через 17 місяців після свого останнього титулу на «Thailand Open 2022» у травні Лі нарешті зумів подолати період ранніх вильотів у сезоні Світового туру 2023 року, і виграв свій перший титул у році на «Arctic Open 2023», перемігши малайзійця Нг Цзе Йонга 21 –14, 21–15 у фіналі. Потім він вийшов на свій другий поспіль фінал наступного тижня на «Denmark Open». Він зазнав поразки від Вен Хун'яна в двох сетах, задовольнившись другий рік поспіль другим результатом на турнірі.

### 2024: два титули, бронзова медаль Олімпійських ігор
На домашньому турнірі «Malaysia Open» Лі зазнав ще однієї поразки в першому раунді від Лу Гуанцзу з Китаю з рахунком 21–16, 19–21, 15–21. Лі дійшов до чвертьфіналу відкритого чемпіонату Індії, де зазнав поразки від Кодая Нараоки з Японії з рахунком 21–13, 9–21, 16–21. Лі знову дійшов до чвертьфіналу турніру «Indonesia Masters», де він знявся з матчу проти Браяна Янга з Канади через харчове отруєння. В іншій поразці в першому раунді Лі програв Магнусу Йоганнесену з Данії з рахунком 15–21, 19–21 на відкритому чемпіонаті Франції.
На відкритому чемпіонаті Англії у 2024 році Лі, як колишній чемпіон у 2021 році, не повернув собі титул, дійшовши лише до чвертьфіналу, де з мінімальним відривом програв Лакш'я Сену з Індії з рахунком 22–20, 16–21, 19–21. На відкритому чемпіонаті Швейцарії 2024 року Лі як перший сіяний турніру програв у другому раунді Шріканту Кідамбі з рахунком 16–21, 15-21 після травми стопи. На чемпіонаті Азії з бадмінтону 2024 року Лі зазнав поразки від Джонатана Крісті в чвертьфіналі з рахунком 21–11, 21–6.
Лі став чемпіоном на відкритому чемпіонаті Таїланду 2024 року після перемоги над Нг Ка Лонгом у фіналі з рахунком 21–11, 21–10. На турнірі Malaysia Masters 2024 року Лі вийшов у свій другий фінал поспіль, але програв першому посіву турніру Віктору Аксельсену з рахунком 6-21, 22-20, 13-21 через травму стопи, яку він отримав під час чвертьфіналу проти Андерса Антонсена.
Лі програв у першому раунді «Singapore Open 2024» Ентоні Сінісука Гінтінгу через травму, яку він отримав під час турніру «Malaysia Masters 2024». На відкритому чемпіонаті Індонезії 2024 року Лі вибув у чвертьфіналі після поразки від Кунлавута Вітідсарна з Таїланду з рахунком 16–21, 17–21.
Лі довів, що в 2024 році в нього відбувся прорив після того, як він побив свій рекорд, вигравши лише один титул за рік, взявши другий титул на відкритому чемпіонаті Австралії 2024 року, перемігши Кодая Нараоку з Японії з рахунком 21–19, 11–21 і 21–18 у фіналі.
На літніх Олімпійських іграх 2024 року Лі здобув бронзу після перемоги над Лакш'я Сеном з Індії. Програвши з рахунком 13-21 у першому сеті, Лі подолав відставання в 5 очок і виграв 21-16 у другому сеті та 21-11 у вирішальній грі, та виграв бронзову медаль.